# 里海经济论坛
里海经济论坛（Caspian Economic Forum，簡稱CEF；土库曼语： Hazar Ykdysady Forumy ；俄语： Каспийский экономический форум ）是一项旨在讨论裏海沿岸国家的大型投资项目的會議。第一届里海经济论坛於2019年在土库曼斯坦阿瓦扎举行。 第二届里海经济论坛在俄罗斯的阿斯特拉罕举行。